# Гроновце
Гроновце (словац. Hronovce) — село, громада округу Левіце, Нітранський край. Кадастрова площа громади — 30,96 км². Протікає річка Малянка.
Населення 1476 осіб (станом на 31 грудня 2018 року).

## Історія
Гроновце згадується 1256 року.

## Населення
| Рік:            | 1994. | 2004.   | 2014.   | 2024.   |
| --------------- | ----- | ------- | ------- | ------- |
| Кількість осіб: | 1480  | 1520    | 1473    | 1451    |
| Різниця:        |       | +2,70 % | -3,09 % | -1,49 % |

| Рік:            | 2023. | 2024.   |
| --------------- | ----- | ------- |
| Кількість осіб: | 1446  | 1451    |
| Різниця:        |       | +0,34 % |